# 밸리스 라스베이거스

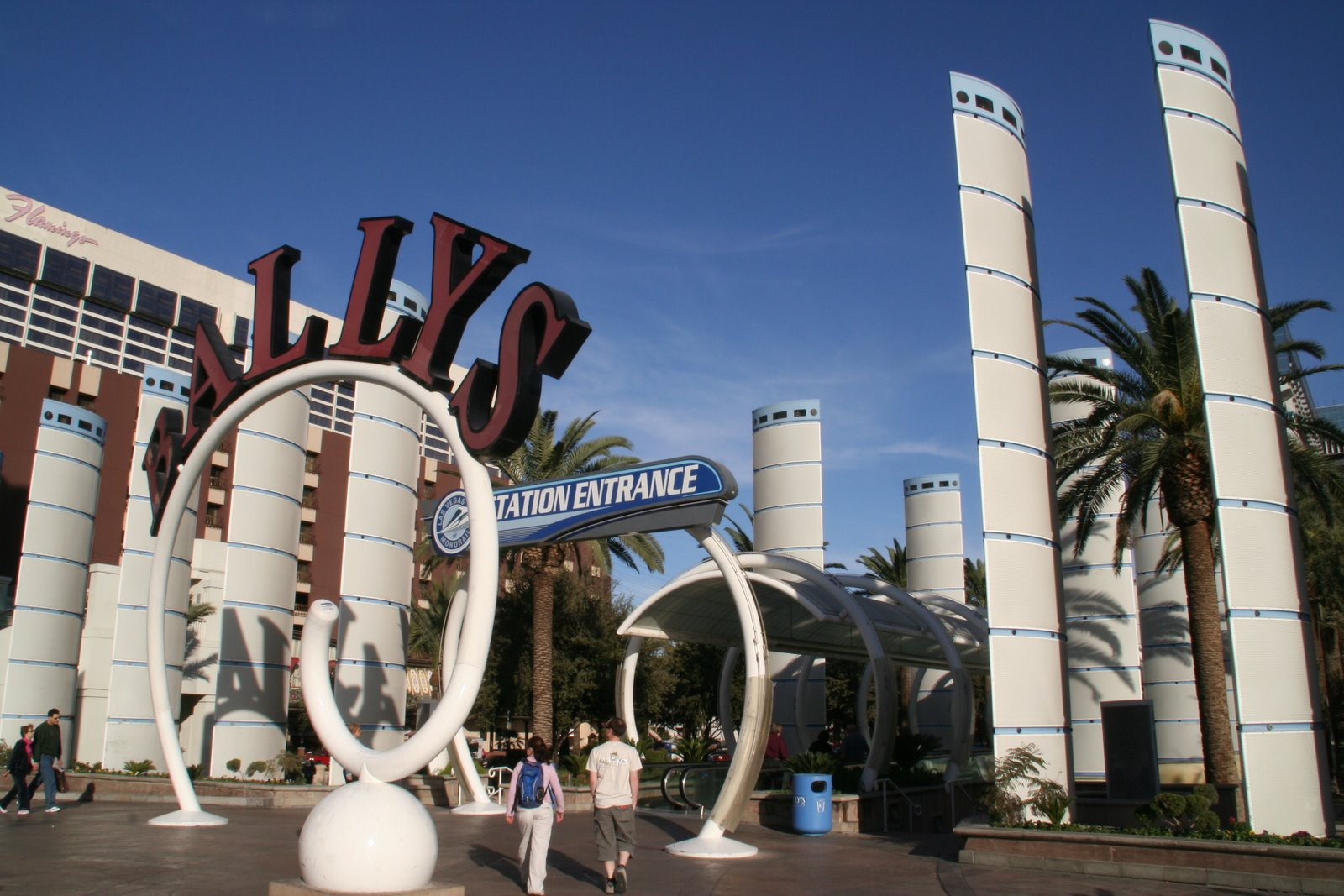
밸리스 라스베가스

밸리스 라스베가스(Bally's Las Vegas)는 미국 네바다주 파라다이스 라스베가스 스트립에 위치한 호텔 겸 카지노이다. 하라스 엔터테인먼트가 경영하고 있다. 이 호텔에는 각각 넓이가 41.8 제곱미터가 넘는 2,814개의 방이 있다. 연회장 겸 회의장 면적은 총 16,258m²가 넘는다. 카지노의 넓이는 6,225m² 정도이다.
호텔의 두드러지는 볼거리는 무빙 사이드워크에 달린 레온 램프 조명 장식들이다. 이 무빙 사이드워크는 라스베가스 불러바드(Las Vegas Boulevard)에서부터 카지노 입구까지 이어진다. 방문객들은 이것을 타고 랫 팩의 오래된 히트 곡들을 듣는 가운데 카지노 입구에 도착하게 된다.
이 호텔 카지노 아래 층에 꽤 넓은 쇼핑 공간이 있다. 또한 음식점들도 많이 입주해 있다. 호텔 뒷편에는 라스베가스 모노레일 역이 있다. 밸리스 라스베가스는 1981년부터 시작되어 꽤 오랜 동안 공연되고 있는 프로덕션 쇼인 〈Jubilee!〉가 고정적으로 열리고 있는 곳이기도 하다.

## 역사

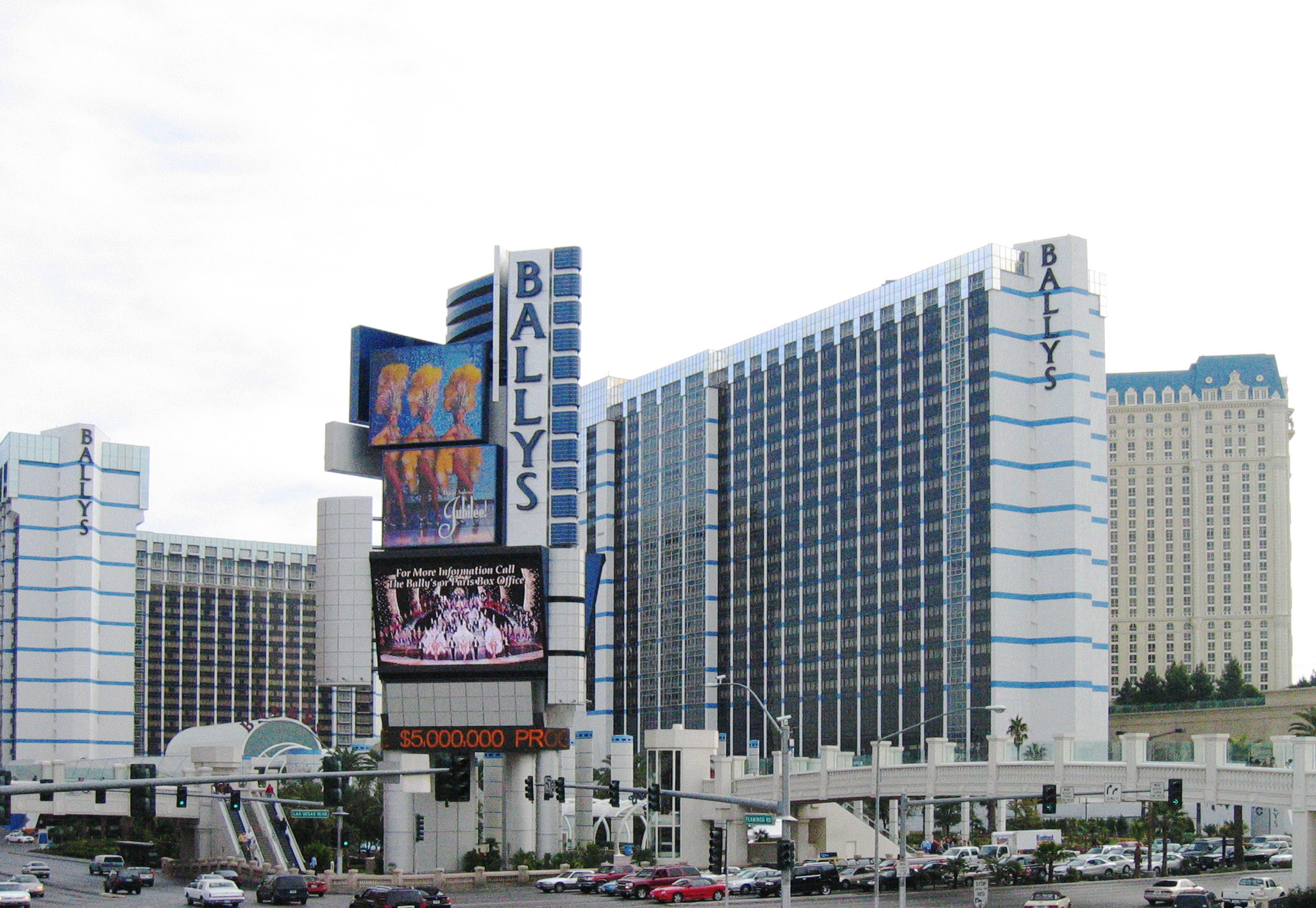
시저 팰리스에서 바라본 밸리스

밸리스 라스베가스가 들어선 대지는, 예전에 보난자 호텔 앤드 카지노(Bonanza Hotel and Caino)가 들어서 있던 곳이었다. 보난자 호텔은 1963년 7월 개장했었다. 나중에 MGM 그랜드의 건설이 시작되자 보난자 호텔 앤드 카지노는 뉴 보난자 호텔 앤드 카지노(New Bonanza Hotel and Caino)로 개명을 한 바 있었다.
대지 면적은 17ha(43acre)였다. 1973년 MGM 그랜드 호텔 앤드 카지노라는 이름으로 개장했다. 객실 수는 2,084실이었다. 당시 세계 최대의 호텔이었다. 백만장자 커크 케코리언이 소유주였다. 당시 호텔은 로스앤젤레스 영화 테마를 갖추고 있었다.
1980년 11월 21일, 이 호텔은 MGM 그랜드 화재 사건의 화마에 손상을 입었다. 카지노에서 시작된 불은 호텔 전체로 퍼졌다. 87명의 투숙객 및 종업원이 사망하였다. 이 화재 사고는 네바다주 최악의 재해로 기록되고 있다. 세간에 화재 예방에 대한 경각심을 불러 일으켰다. 라스베가스는 화재 예방 규정을 전면 개정하였으며, 그 이래로 네바다의 화재 예방 규정은 미국에서 가장 엄격한 규제로 남아 있다. 호텔 측은 8개월 만에 시설을 복구하였다.
1985년 호텔은 밸리 엔터테인먼트 코포레이션에 매각되었다. 건물의 이름은 밸리스라고 바뀌었다. (MGM 그랜드라는 이름은 마리나 호텔로 옮겨갔다. 현재 이 호텔은 MGM 그랜드 라스베가스라는 이름을 갖고 있다.) 1995년 밸리 엔터테인먼트 코포레이션은 힐튼 호텔즈 코포레이션에 흡수합병되었다. 2003년 힐튼 호텔즈 코포레이션의 리조트 및 카지노 사업 부문이 시저 엔터테인먼트라는 회사로 분리되었다. 2005년 6월 하라스 엔터테인먼트가 시저 엔터테인먼트를 흡수합병하면서 이 호텔은 시저 엔터테인먼트의 소유가 외었다.

## 미디어 역사
- 1993년작 영화 〈허니문 인 베가스〉에 이 호텔이 나온다. 이 영화에서 니콜라스 케이지 및 사라 제시카 파커가 열연했다.
- 1995년작 영화 〈라스베가스를 떠나며〉에 이 호텔이 매우 많이 나온다. 이영화에서도 니콜라스 케이지가 열연했다. 또한 엘리자베스 슈도 출연했다.
- 스파이크 TV의 2006년 포커 토너먼트 시리즈 〈킹 오브 베가스〉가 여기서 촬영되었다.
- 비디오 게임인 〈Grand Theft Auto San Andreas〉에 "High Roller"라는 이름으로 등장한다.